# Hubert von Czibulka

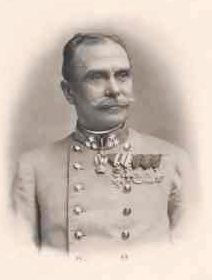
Hubert von Czibulka, vor 1891

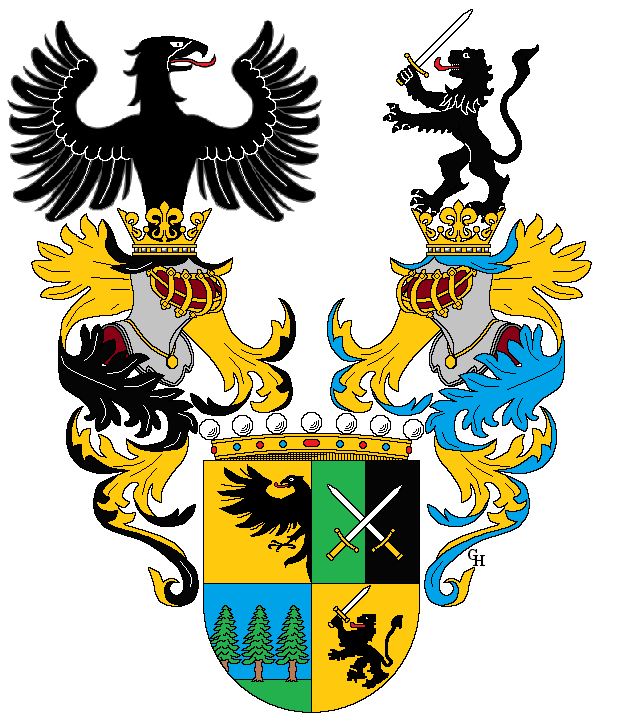
Wappen der Freiherren von Czibulka, verliehen 1882

Hubert Freiherr von Czibulka (* 16. August 1842 in Boskowitz, Mähren; † 28. Februar 1914 in Wien) war ein österreichischer Feldzeugmeister.

## Biographie
Hubert von Czibulka, seit 1882 Freiherr, verehelicht 1887 in erster Ehe mit Marie von Birnitz, in 2. Ehe 1893 mit Eleonore Ludowika Burjanek, war Zögling der Militärakademie in Mährisch Weißkirchen und wurde nach deren erfolgreichem Abschluss am 1. September 1864, als Unterleutnant 2. Klasse, zur Feldartillerie versetzt.
In der kaiserlich und königlichen Armee stieg er rasch auf, wurde Lehrer für Taktik an der Kriegsschule in Wien, Generalstabsoffizier, Brigadier (Brigadekommandeur) und Divisionär (Divisionskommandeur). Am 31. März 1904 avancierte er zum Befehlshaber des VIII. Armee-Korps und kommandierenden General von Prag. Er wurde zudem Inhaber des nach ihm benannten k.u.k. Böhmischen Infanterie Regiments „Freiherr von Czibulka“ Nr. 91.
Mit Datum zum 27. April 1905 wurde Hubert von Czibulka zum Feldzeugmeister befördert und übernahm die Rangposition des kommandierenden Generals in Budapest bzw. des Oberbefehlshabers des IV. Armee-Korps. Am 9. September 1909 erhielt er die Ehrenbeförderung zum Kapitänleutnant der Arcièren-Leibgarde und verstarb am 28. Februar 1914 in Wien.

## Auszeichnungen
- Ritter 1. Klasse des Ordens der Eisernen Krone
- Ritter des österreichisch-kaiserlichen Leopold Ordens.
- Träger des Österreichischen Militärverdienstkreuzes
- Ernennung zum Geheimrat als Lehrer der Taktik an der k.u.k. Kriegsschule Wien.[2]
- Ernennung zum Feldmarschallleutnant

## Angehörige
Der Schriftsteller Alfons von Czibulka (1888–1969) war sein Sohn; der österreichische General Claudius Czibulka von Buchland (1862–1931) sein Stiefbruder.